# Werner Günther (Fußballspieler, 1919)
Werner Günther (* 7. Dezember 1919; † 2. November 2008) war ein deutscher Fußballspieler. Der aus der eigenen Jugendabteilung gekommene Offensivspieler wurde bereits als 16-Jähriger von dem österreichischen Ex-Nationalspieler und Fußballtrainer Ferdinand Swatosch in die 1. Mannschaft von Rot-Weiß Oberhausen in der Gauliga Niederrhein eingebaut. Nach Ende des Zweiten Weltkriegs wurde er mit der Elf vom Stadion Niederrhein in den Jahren 1946 und 1947 Niederrheinmeister und er hat von 1947 bis 1951 in der damals erstklassigen Fußball-Oberliga West 93 Ligaspiele absolviert und 43 Tore erzielt. Nach dem Abstieg 1951 in die 2. Liga West hat der Denker und Lenker in der rot-weißen Offensive in der II. Division bis 1956 noch 107 Zweitligaeinsätze mit 35 Toren für die „Kleeblattelf“ folgen lassen, ehe er seine 20-jährige Spielerkarriere in der 1. Mannschaft von RWO beendete. Er wurde zwar nur einmal als Ersatzmann in die Nationalmannschaft berufen – am 27. September 1936 in Krefeld beim Länderspiel gegen Luxemburg -, aber Günther spielte über 50 mal für die Auswahlmannschaft des Westdeutschen Fußballverbandes.

## Karriere

### Gauliga Niederrhein
Bereits in der Jugend zeichnete sich das überdurchschnittliche Offensiv-Talent des jungen Werner Günther bei Rot-Weiß Oberhausen aus. Der schnelle und ausdauerstarke Angreifer entwickelte sich unter Trainer Swatosch zu einem der größten Individualisten der je im Kleeblatt-Sturm spielte. Nach Ende der Gauligarunde 1935/36, Oberhausen belegte hinter Fortuna Düsseldorf und dem VfL Benrath am Niederrhein durch eine 0:2-Auswärtsniederlage am letzten Rundenspieltag, den 5. April 1936, bei TuRu Düsseldorf den undankbaren 3. Rang, kam der Jugendspieler beim Rückspiel in der „Runde der Zweiten“ (Vizemeister Benrath hatte auf die Teilnahme verzichtet) beim Spiel gegen den 1. FC Pforzheim zu seinem ersten Einsatz in der Ligaelf von Oberhausen. In seiner ersten regulären Gauligarunde, 1936/37, wurde erneut der 3. Rang erreicht. Das Talent erlebte aber in der Saison 1937/38 den Absturz von RWO in die Bezirksklasse. Unter Trainer Theodor Lohrmann glückte 1938/39 mit Mitspielern wie Willy Jürissen, Heinz Böhmfeldt, Josef Gipka, Robert Schröder, Willi Overkamp und Hermann Rütter die Rückkehr in die Gauliga Niederrhein. Als der Gauliga-Rückkehrer 1939/40 mit einem 5. Rang die sichere Klassenzugehörigkeit zustande brachte, mit Werner Stahl ein hoffnungsvolles Flügelstürmertalent debütierte, war aus Günther bereits einer der besten deutschen Innenstürmer geworden.
Wesentliche Spieler an der Seite von Werner Günther in der Zeit des Zweiten Weltkrieges waren Torhüter Willy Jürissen, Willi Ickeltrath, Franz Pyta, Robert Schröder, Paul Scholz, August Groß, Willi Overkamp, Karl Bäcker, Hermann Bäcker, Peter Maaßen, Heinz Otten und Werner Stahl.
Er nahm vom 17. bis 21. März 1941 in Berlin und vom 8. bis 14. Februar 1943 in Frankfurt am Main an DFB-Lehrgängen unter Reichstrainer Sepp Herberger teil und spielte während des Weltkrieges auch in der berühmten Pariser Soldatenelf. Explizit bei dem Spiel am 6. Dezember 1942 im Pariser Prinzenparkstadion in der „Wehrmachtself Frankreich“ gegen die Standortmannschaft München, wo er an der Seite von Mitspielern wie Spielführer Hans Bornemann, Torhüter Eduard Schaffer, Willi Billmann, Fritz Walter, Albert Sing, Hans Uebelein, Julius Uebelein und Vereinskollege Paul Scholz auflief.

### Nach dem 2. Weltkrieg, 1945 bis 1956
Das erste Spiel nach Ende des Zweiten Weltkrieges fand am 19. August 1945 in Oberhausen gegen eine Kombination aus Duisburg von DSV und 48/99 statt. Beim 4:2-Sieg stürmte auch Günther wieder im Angriff der Kleeblätter. In der Saison 1945/46 gewann Oberhausen zuerst im Bezirk Rechter Niederrhein die Stadtmeisterschaft von Oberhausen in der Gr. 2, danach am 12. Mai 1946 mit einem 2:0 gegen Sterkrade 06/07 die Stadtmeisterschaft Oberhausen. Vor 22.000 Zuschauern erzielte Günther auf Halblinks einen Treffer. In der Bezirksmeisterschaft setzte sich Rot-Weiß mit 8:0 Punkten vor dem Meidericher SV, VfB Speldorf, VfB Lohberg und VfB Rheingold Emmerich durch. Beim letzten Gruppenspiel gegen den VfB Lohberg erzielte Günther beim 8:0-Erfolg fünf Tore, die weiteren drei gingen auf das Konto von Werner Stahl. Günther gewann mit RWO dann auch noch am 1. September 1946 mit 2:0 gegen den VfL Benrath – mit deren Assen Karl Hohmann, Josef Rasselnberg, Paul Mebus – das Finale um die Niederrheinmeisterschaft.
In der Endrunde um die Niederrhein-Meisterschaft 1947 trafen Fortuna Düsseldorf, Rheydter Spielverein, Sportfreunde Katernberg und SC Rot-Weiß Oberhausen im Mai aufeinander. Die Gruppenspiele beendeten Düsseldorf und Oberhausen mit jeweils 5:1 Punkten und trugen deshalb am 7. Juni 1947 in Hamborn ein Entscheidungsspiel um die Meisterschaft aus. Günther bildete mit Stahl den rechten Flügel und erzielte einen Treffer. Vor 38.000 Zuschauern glückte mit einem 3:1 die Titelverteidigung und damit die Aufnahme in die neue Oberliga West ab der Saison 1947/48 und der Einzug in die Zonenmeisterschaft. Dort gelang in der ersten Runde (22. Juni in Hamburg) ein 3:2 nach Verlängerung gegen Eintracht Braunschweig; Günther erzielte in der 113. Minute den Siegtreffer. Im Halbfinale scheiterte er mit RWO am 6. Juli vor 35.000 Zuschauern in Duisburg nach einer 1:3-Niederlage am Hamburger SV, welcher auch die Meisterschaft mit einem 1:0 gegen Borussia Dortmund gewann.
Von 1947 bis 1951 bestritt er in der 1947 gegründeten Oberliga West, insgesamt 93 Oberligaspiele, in denen er 43 Tore für seinen Heimatverein RW Oberhausen erzielte. Günther nimmt mit seinen 43 Toren den zweiten Rang hinter RWO-Torschützenkönig Karl-Otto Marquardt mit 56 Toren in der Oberliga West ein. Er debütierte am 14. September 1947 (1. Spieltag) beim 5:2-Sieg im Auswärtsspiel gegen die STV Horst-Emscher in der Oberliga West. Im Angriff war RWO mit Stahl, Günther, Groß, Werner Cornelissen und Otten im Fürstenbergstadion angetreten. In der 13er-Staffel belegte Oberhausen den 5. Rang und der Spielmacher hatte in 21 Ligaeinsätzen elf Tore erzielt. Im zweiten Jahr konnten Günther und Kollegen den 5. Tabellenrang mit wiederum elf Toren des Offensivlenkers wiederholen, stürzten aber im dritten Oberligajahr, jetzt in einer 16er-Staffel, auf den 11. Rang zurück. Erst am letzten Rundenspieltag, den 7. Mai 1950, konnte mit einem 5:3-Heimerfolg gegen den Meister Borussia Dortmund der endgültige Klassenerhalt gesichert werden. Günther hatte in 25 Ligaeinsätzen zehn Tore erzielt. Im Jahr darauf, 1950/51, gelangen Günther wiederum in 23 Ligaspielen zehn Tore, RWO stieg aber in die 2. Liga West ab. Am 20. August 1950 hatte Günther mit RWO in Krefeld mit einem 3:0 gegen Preussen Krefeld vor 10.000 Zuschauern den regionalen Westdeutschen Pokal gewonnen. Er hatte auf Halblinks in der 52. Minute seine Mannschaft mit 1:0 in Führung gebracht.
Seine persönliche Klasse wird auch durch seine Einsätze in der Auswahl von Westdeutschland in den Jahren 1946 und 1948 unterstrichen: Am 30. Juni 1946 in Köln verlor vor 64.000 Zuschauern mit 3:4 gegen Süddeutschland und erzielte einen Treffer. Am 4. April 1948 bildete er zusammen mit Heinz Dokter, August Gottschalk, Siegfried Rachuba und Paul Winkler bei einem 3:0-Erfolg wiederum in Köln gegen Norddeutschland, auf Halbrechts den Angriff von Westdeutschland.
Nach dem Abstieg in die 2. Liga West war der Denker und Lenker der RWO-Offensive noch bis 1956 aktiv. In 107 Zweitligaeinsätzen erzielte er 35 Tore. Aber erst im Jahr nach seinem Abschied, 1956/57, gelang unter seinem langjährigen Angriffspartner Werner Stahl als Spielertrainer die Oberligarückkehr von Rot-Weiß Oberhausen. Mit dem Einsatz am 13. Mai 1956, einem 1:1 beim TSV Marl-Hüls, verabschiedete sich Günther nach 20 Jahren aus der 1. Mannschaft seines Heimatvereines. Er hatte mit einem verwandelten Elfmeter für die 1:0-Führung gesorgt.
Beruflich war das RWO-Idol als Inhaber eines Sportartikelgeschäftes in Oberhausen beschäftigt gewesen.

## Erfolge
- Niederrheinmeister 1946, 1947
- Westdeutscher Pokalsieger 1950